# Мальченко, Владимир Афанасьевич
Владимир Афанасьевич Ма́льченко (род. 20 июля 1945) — советский и российский оперный певец (баритон), педагог, солист Большого театра в 1971—1996 годах. Преподаватель Российской академии музыки им. Гнесиных, с 2008 года — профессор. Народный артист РСФСР (1984). Лауреат премии Ленинского комсомола (1978).

## Биография
Родился 20 июля 1945 года.
В 1967—1972 гг. обучался в Ленинградской государственной консерватории им. Н. А. Римского-Корсакова (класс В. Г. Сопиной).
В 1969—1971 гг. — солист Ленконцерта.
С 1971 по 1996 год — солист оперной труппы Большого театра.
С 1995 года преподает в Российской академии музыки им. Гнесиных (с 2008 года — профессор).

## Награды
- Народный артист РСФСР (4 июня 1984)
- Заслуженный артист РСФСР (25 мая 1976)
- Премия Ленинского комсомола (1978)
- Международный конкурс имени П. И. Чайковского (3-я премия, 1974)
- Международный конкурс вокалистов в Монреале (3-я премия, 1973)
- Всесоюзный конкурс им. М. И. Глинки (2-я премия, 1971)
- Международный конкурс певцов в Афинах (2-я премия, 1977).

## Партии в Большом театре
- Евгений Онегин («Евгений Онегин» П. И. Чайковского)
- Елецкий («Пиковая дама» П. И. Чайковского)
- Роберт («Иоланта» П. И. Чайковского)
- Эбн-Хакиа («Иоланта» П. И Чайковского)
- Мизгирь («Снегурочка» Н. А. Римского-Корсакова)
- Веденецкий гость («Садко» Н. А. Римский-Корсакова)
- Андрей Болконский («Война и мир» С. С. Прокофьева)
- Фигаро («Севильский цирюльник» Дж. Россини)
- Жермон («Травиата» Дж. Верди)
- Граф ди Луна («Трубадур» Дж. Верди)
- Моралес («Кармен» Ж. Бизе)
- Гульельмо («Так поступают все» В. А. Моцарта)